# 無謀運転
無謀運転（むぼううんてん）とは、自動車や自転車などの運転者による重大な事故や違反行為につながるような運転方法。英語ではreckless drivingという。

## 法規制

### 日本
- 自動車の運転により人を死傷させる行為等の処罰に関する法律（自動車運転処罰法）違反
- 道路交通法違反

### アメリカ
ミシガン州では州の刑法に無謀運転致死罪があり、意図的かつ悪意による人又は財産の安全の無視により他人を死亡させた者に対し、15年以下の自由刑若しくは2500ドル以上1万ドル以下の罰金又はその併科が定められている。

### イギリス
イギリスでは1988年道路交通法まで無謀運転（reckless driving）や無謀運転致死罪が定められていたが、1991年道路交通法では運転者の主観ではなく客観的運転基準に変更し、他人に対する傷害又は財物に対する損害を引き起こす危険性のある運転を危険運転（dangerous driving）と定義して危険運転致死罪及び危険運転罪を新設した。